# Elisabeth Stirling
Elisabeth Stirling (Greenwich, 16 de febrer de 1819 - Londres, 23 de març de 1895) fou una organista i compositora anglesa.
Va ser deixebla de Holmes, Hamilton i Mac-Farren, i el 1839 aconseguí la plaça d'organista de l'església de Tots els Sants de Poplar i el 1858 de la de Sant Andreu de Undershaft.
Va publicar composicions vocals i per a orgue, totes de força mèrit.